# Ласпинский перевал
Ла́спинский перева́л, Ласпи северный (укр. Ласпінський перевал, крымскотат. Laspi boğazı, Ласпи богъазы) — перевал в Крымских горах, самая высокая точка шоссе Севастополь — Ялта, высота над уровнем моря 329 м.
На перевале находится мощная скала, которая носит имя известного писателя и талантливого инженера-путейца Николая Гарина-Михайловского, чьи изыскания и расчёты использовались при строительстве дороги через перевал. На скале Гарина-Михайловского устроена смотровая площадка, с которой открывается замечательный вид на бухты Батилиман и Ласпи, на мыс Айя.
Скалистый мыс Айя ограничивает с запада Южный берег Крыма, с его особыми, близкими Средиземноморью, чертами природы. Урочища Батилиман и Ласпи с одноимёнными сёлами в административном отношении подчинены Севастопольскому горсовету, но климатически эти места — уже полноценное Южнобережье. За сухость климата и защищённость от ветров Ласпи и Батилиман называют крымской Африкой.
Ласпинский перевал приобрёл важное транспортное значение после постройки нового шоссе Севастополь — Ялта в 1960-е годы. Старая, построенная ещё в XIX веке, дорога из Севастополя на Южный берег (мало используемая в наши дни) проходит через перевал Байдарские Ворота.
В честь 2000-летия Рождества Христова на Ласпинском перевале в 2003 сооружена часовня УПЦ (МП), главным архитектором которой являлся Г. С. Григорьянц.

## Галерея

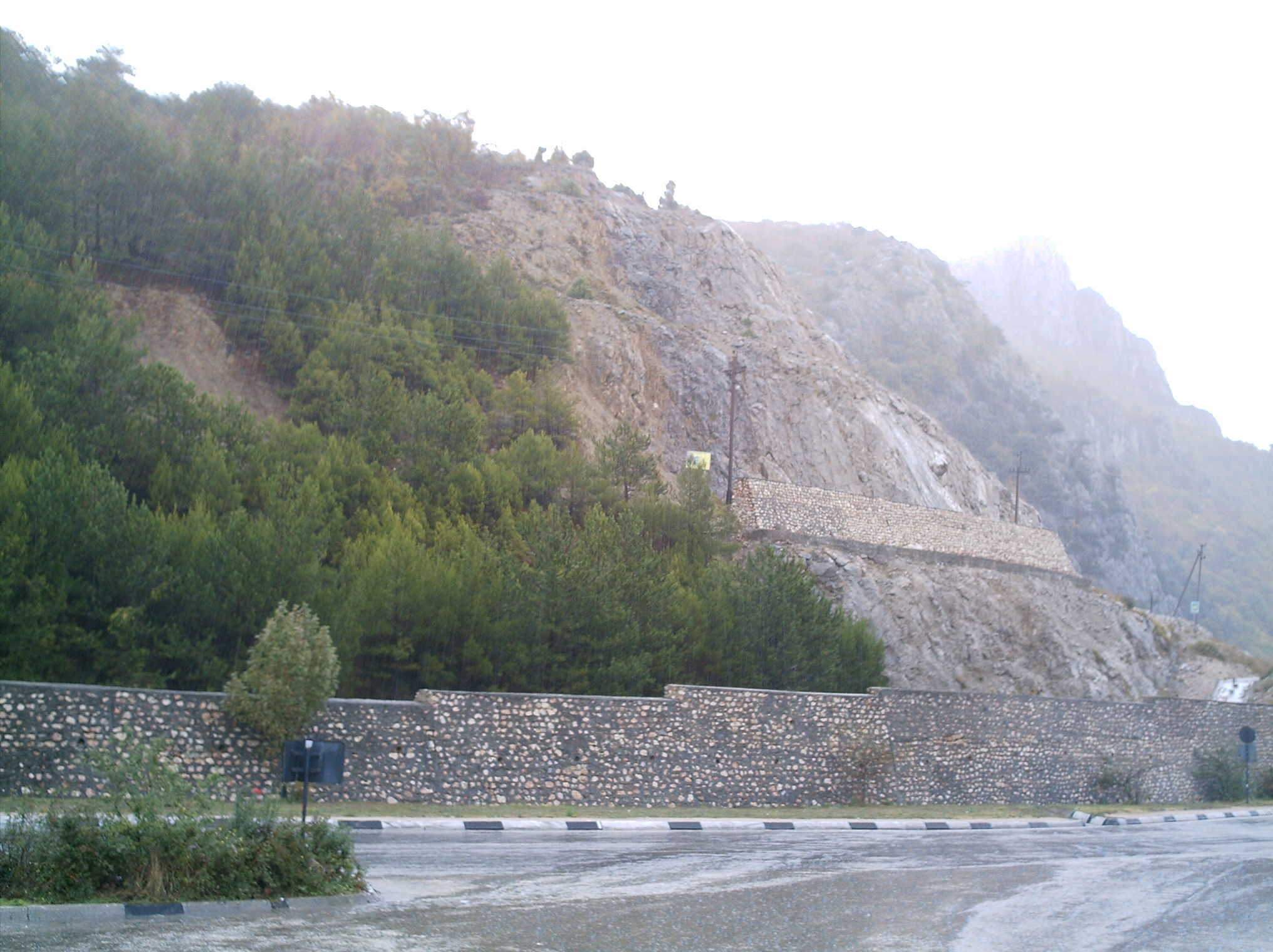
Ласпинский перевал осенью
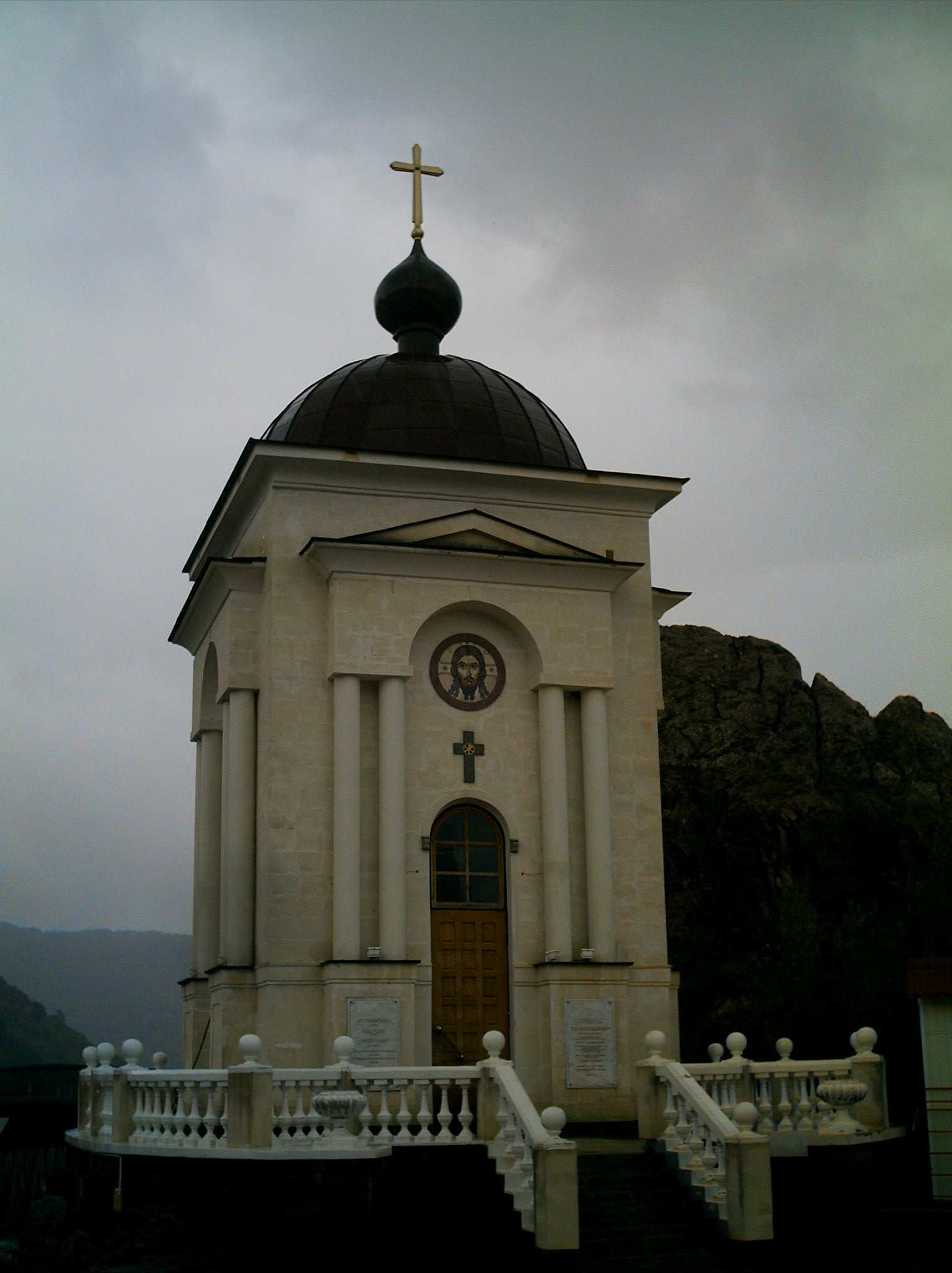
Православная часовня в честь 2000-летия Рождества Христова
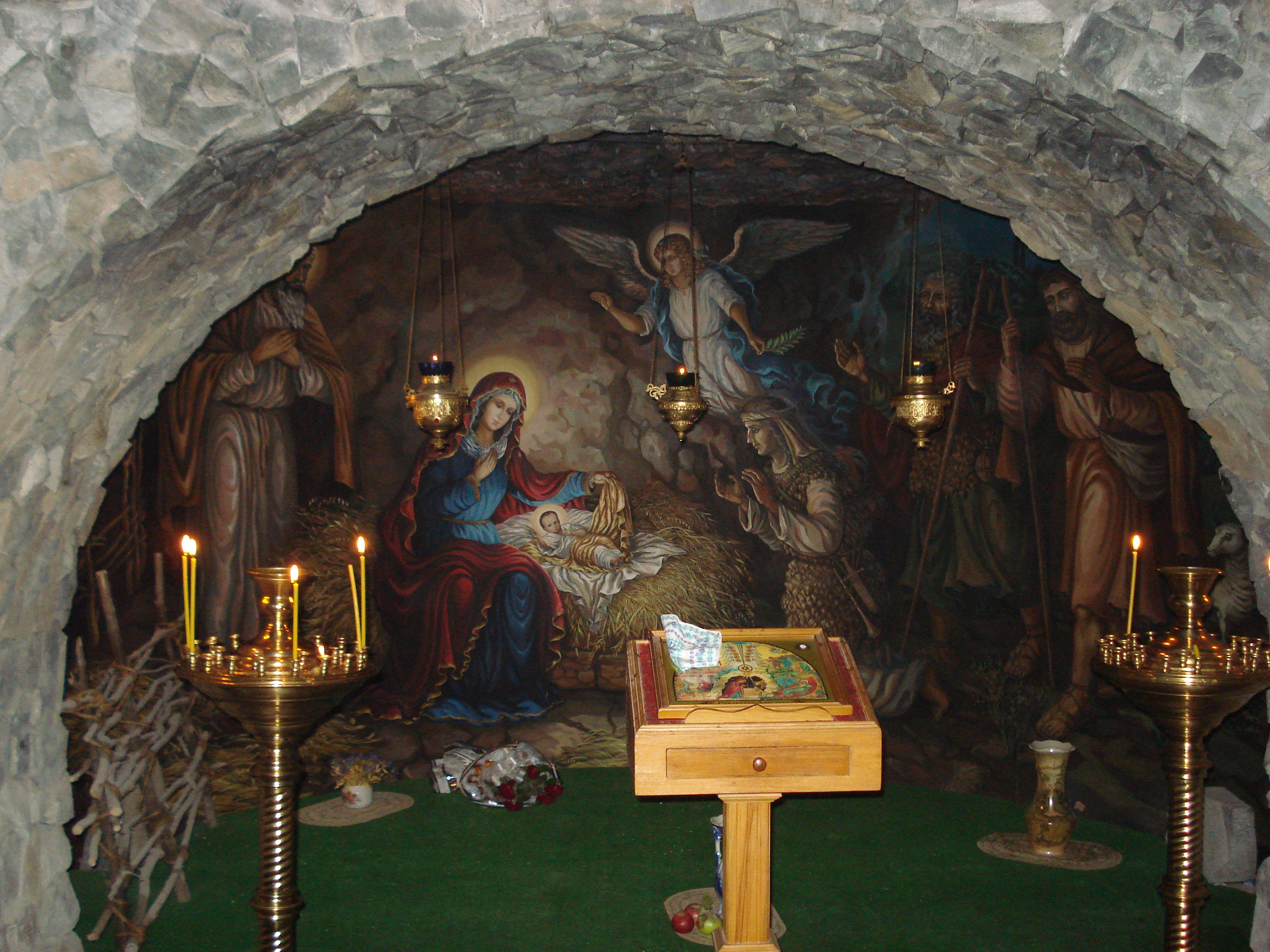
В часовне на Ласпинском перевале
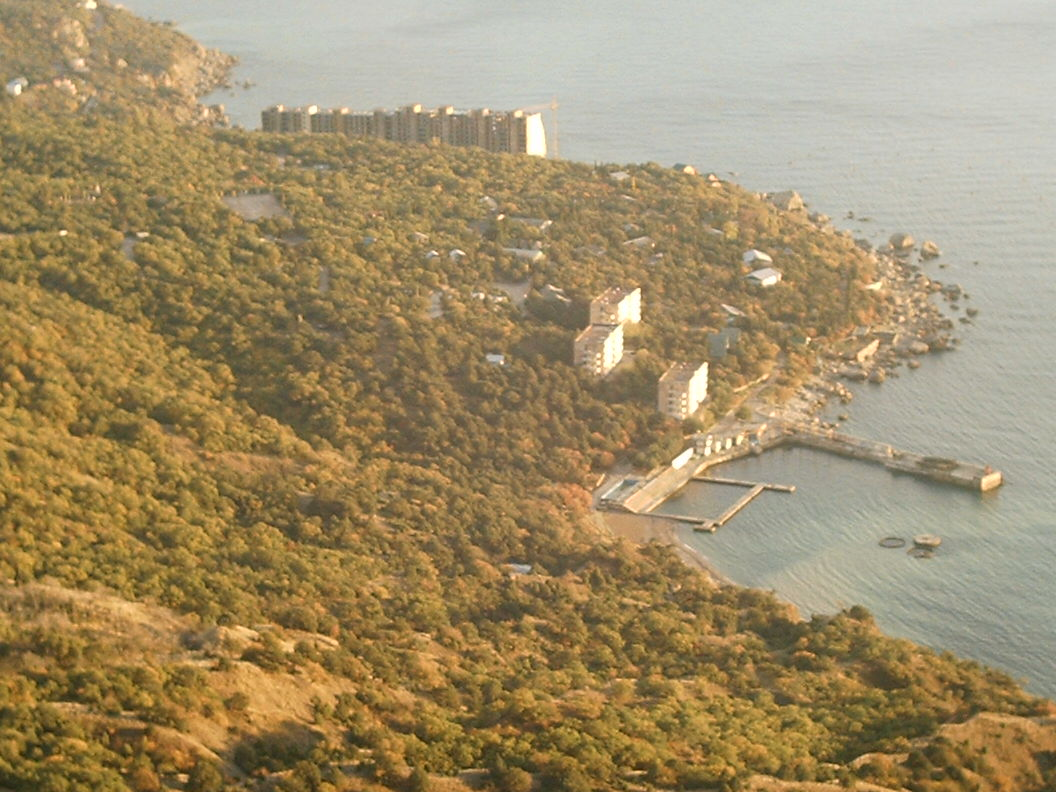
Вид со скалы Гарина-Михайловского на Ласпинский залив
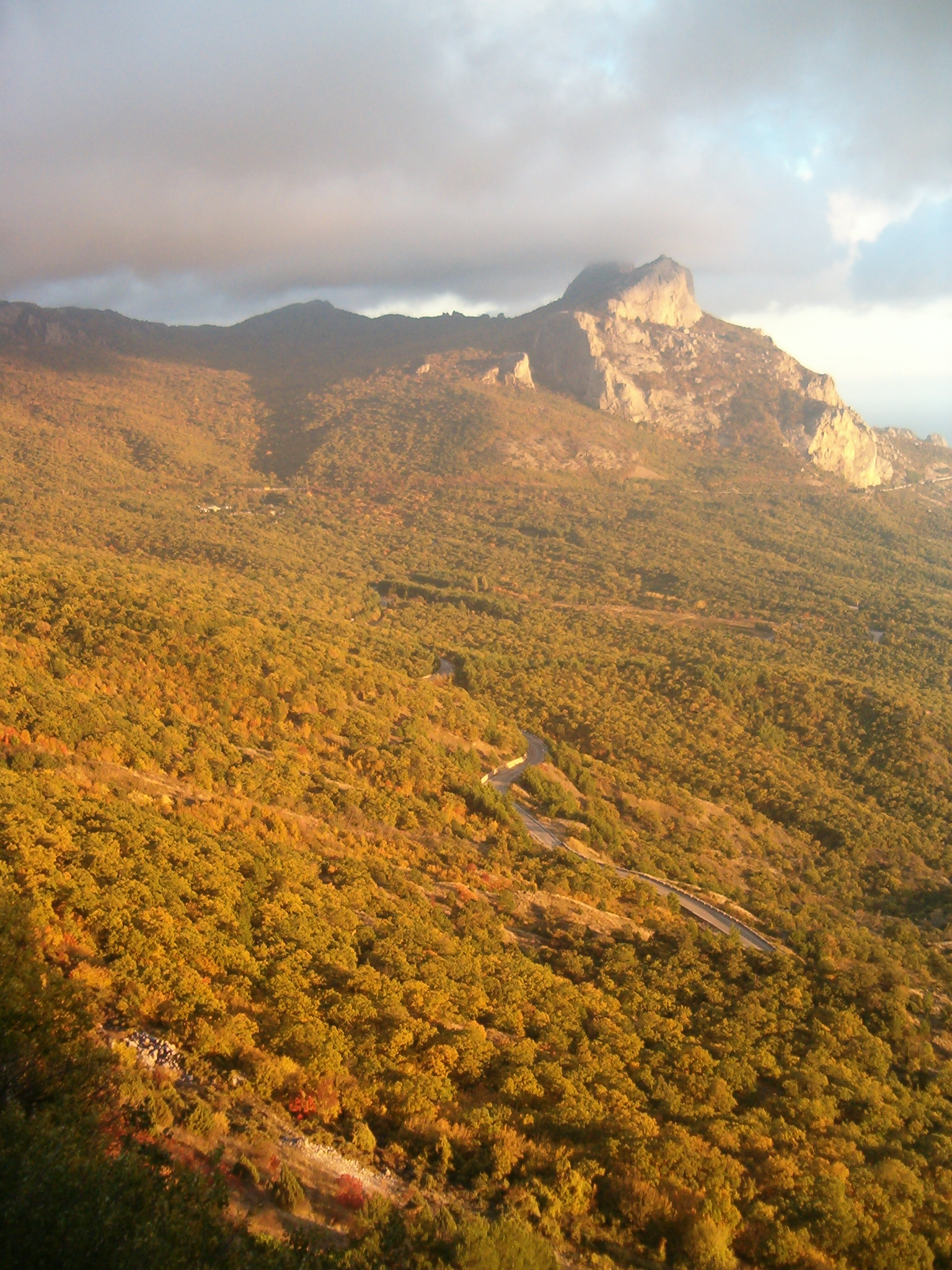
Шоссе Севастополь - Ялта
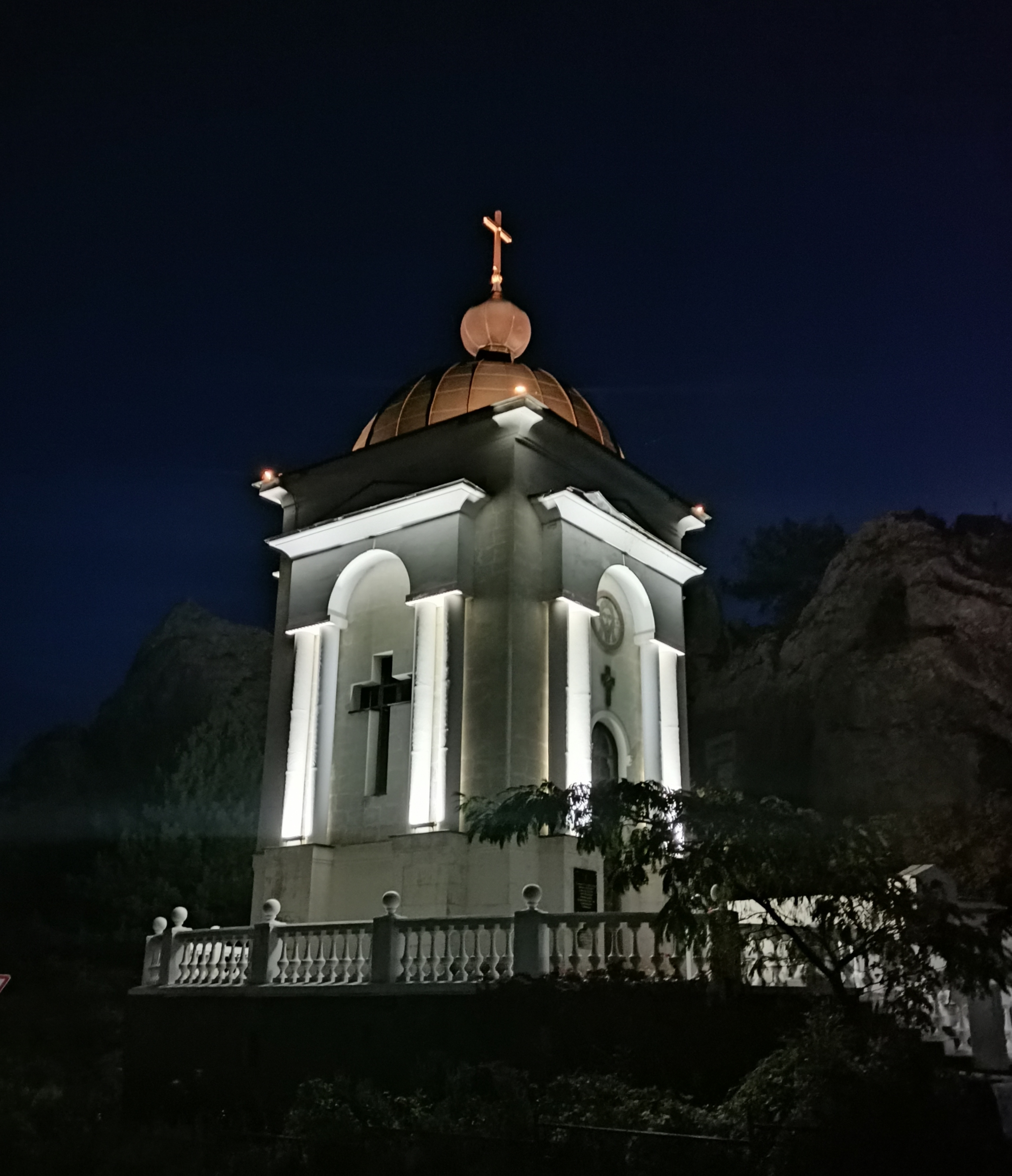
Часовня в Ласпи ночью